# Joel Lehtonen
Joel Lehtonen (11. listopadu 1881 – 20. listopadu 1934) byl finský spisovatel, překladatel, kritik a novinář. Narodil se v Sääminki poblíž Savonlinny. V listopadu roku 1934 spáchal sebevraždu. Lehtonen vyrůstal bez otce a v chudobě, jeho matka byla duševně labilní. Jeho pěstounka mu umožnila studium, několik let strávil na Helsinské univerzitě, avšak studium opustil ještě před získáním diplomu.
Jeho počáteční tvorba byla napsána v duchu neoromantismu, v období po finské občanské válce jeho díla vyjadřovala pesimismus a skepsi.

## Dílo
- Plné texty děl autora Joel Lehtonen na projektu Gutenberg (anglicky)
- Paholaisen viulu (1904)
- Perm (1904)
- Mataleena (1905)
- Villi (1905)Joel Lehtonen

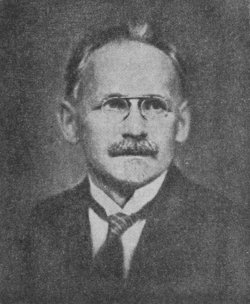
Joel Lehtonen

- Tarulinna : Suomen kansan satuja Suomen lapsille (1906)
- Myrtti ja alppiruusu (1911)
- Rakkaita muistoja (1911)
- Punainen mylly (1913)
- Kuolleet omenapuut (1918)
- Putkinotkon metsäläiset (1919)
- Putkinotkon herrastelijat (1920)
- Sorron lapset (1923)
- Punainen mies (1925)
- Lintukoto (1929)
- Hyvästijättö lintukodolle, (1934)